# Massagetové

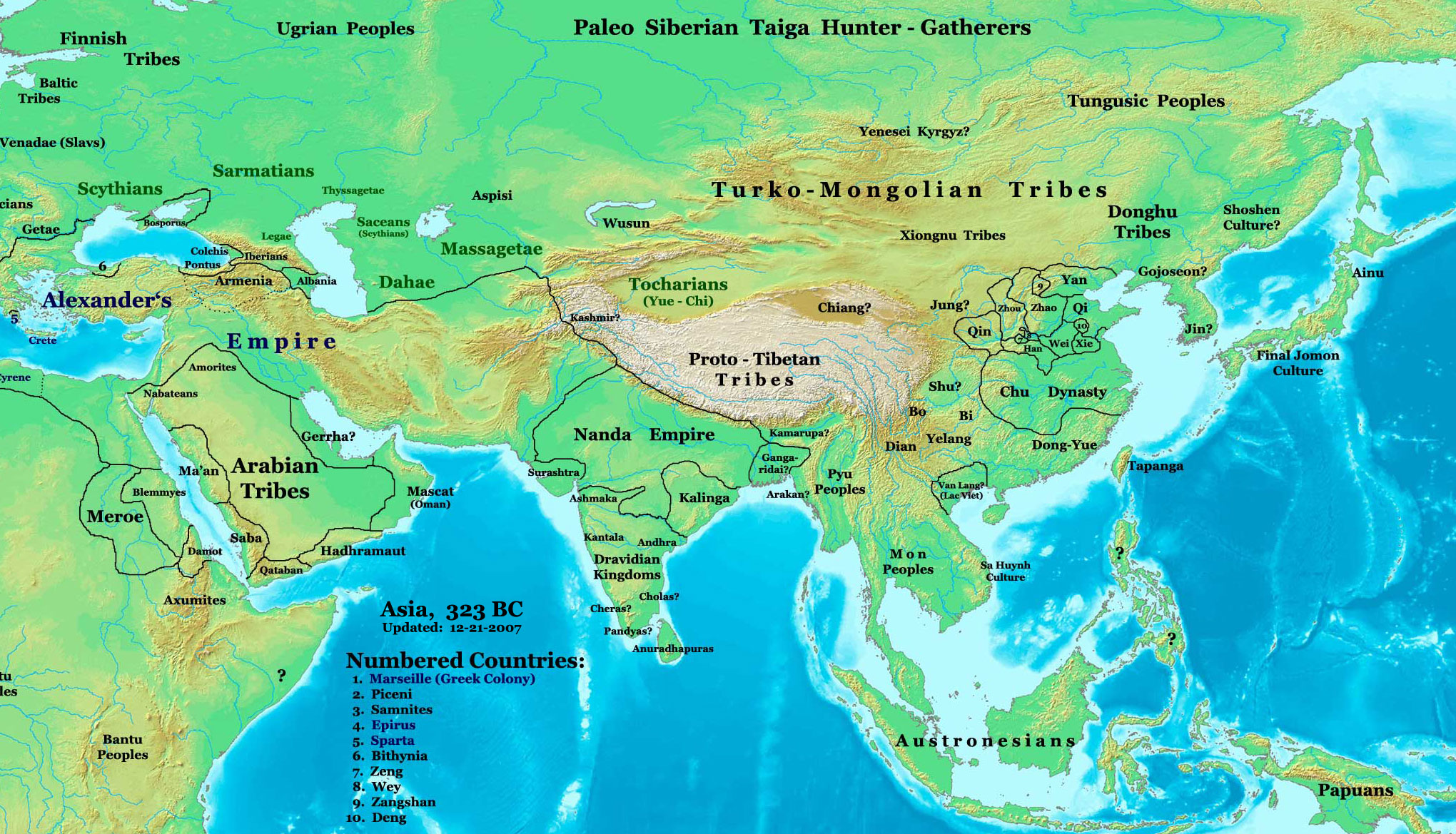
Massagetové na mapě starověké Asie

Massagetové byl starověký východoíránský kočovný kmenový svaz, který obýval stepi střední Asie, severovýchodně od Kaspického moře v dnešním Turkmenistánu, západním Uzbekistánu a jižním Kazachstánu, zhruba v oblasti Aralského jezera a na severovýchodní hranici Perské říše. Patřili mezi širší skytské kultury a jsou řazeni k íránské jazykové skupině, jejich příbuzní a sousedi byli patrně Skytové.
Antičtí autoři popisují Massagety jako kočovný pastevecký národ, který neznal zemědělství ani výrobu železa. Jako jediného boha uctívali Slunce, kterému obětovávali koně. Žili v monogamních, ale dosti volných svazcích. Provozovali rituální pohřební kanibalismus. Byli zdatnými jezdci a obávanými bojovníky, používali luky, bronzová kopí a válečné sekery. Hérodotos zmiňuje válku, kterou vedla okolo roku 530 př. n. l. proti Peršanům massagetská vládkyně Tomyris a její syn Spargapises a v níž byl zabit perský král Kýros II.
S Massagety se setkal i Alexandr Veliký, poté však tento národ z historie mizí. Předpokládá se, že část Massagetů se podílela na invazi Saků do Indie. Ammianus Marcellinus tvrdil, že Alani jsou potomky Massagetů.
Někteří učenci mají za to, že Massagetové byli příbuzní se starověkými východoevropskými Gety. Rabanuse Mauruse ve své práci z 9. století De Universo napsal: „Massagetové jsou původem z kmene Skytů a říkají si Massagetové, jakoby těžcí, to znamená silní Getové.“